# Eugenie Drößler
Eugenie „Jenny“ Drößler (geboren 2. November 1916 als Eugenie Huppert; gestorben 18. Januar 2010 in Würzburg) war eine deutsche Hockeysportlerin.

## Werdegang
Drößler zog mit ihren Eltern als Kind von Wuppertal zunächst nach Veitshöchheim und dann nach Würzburg, wo sie eingeschult wurde und später das Gymnasium der Ursulinerinnen besuchte. Da sie sich sehr für den Hockeysport interessierte, wurde sie Mitglied des HC Würzburger Kickers, eines der in den 1950er Jahren führenden deutschen Vereine im Frauenhockey. Aufgrund ihrer guten Leistungen kam sie als Stammspielerin in die erste Mannschaft, mit der sie insgesamt drei Mal die Deutsche Meisterschaft im Frauenfeldhockey erkämpfte. Im Jahr 1952 wurden die Würzburger Kickers mit ihr erstmals Deutscher Meister im Frauenfeldhockey. Es folgten weitere Deutsche Meisterschaften in den Jahren 1953 und 1955.
Nach dem dritten Gewinn der Deutschen Meisterschaft im Jahr 1955 verlieh Bundespräsident Theodor Heuß der Mannschaft und damit auch Jenny Drößler am 23. Oktober 1955 das Silberne Lorbeerblatt.
Eugenie Drößler war seit dem 26. September 1924 mit Herrmann Drößler verheiratet und hatte mit ihm zwei Söhne.